# De sidste dage (film)
|  | Denne artikel er oprettet af botten Steenthbot ud fra en ekstern database. Den kan derfor have sproglige fejl eller mangler. Denne skabelon kan fjernes efter kontrol af indholdet. |

De sidste dage er en dansk kortfilm fra 2022 instrueret af Oliver Jacoby.

## Handling
Vi følger en gruppe i en deling på deres sidste dag inden de drager i krig. Vi følger Nadim samt hans velmenende kammerat Esben, veteranen Mark uden filter og en uerfaren sergent som kæmper for at holde gruppen sammen. Da personlige konflikter og racistiske spændinger truer gruppens sammenhold, må vores hovedperson vælge mellem sin egen retfærdighedsfølelse eller gruppens velvære.